# Oléoduc Bakou-Tbilissi-Ceyhan
Pour les articles homonymes, voir BTC.
 (novembre 2024).
Si vous disposez d'ouvrages ou d'articles de référence ou si vous connaissez des sites web de qualité traitant du thème abordé ici, merci de compléter l'article en donnant les références utiles à sa vérifiabilité et en les liant à la section « Notes et références ».

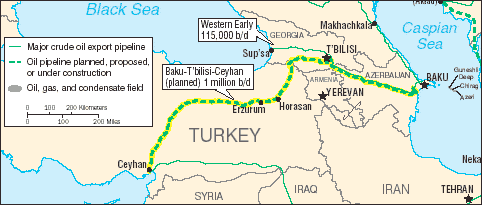
Tracé de l'oléoduc Bakou-Tbilissi-Ceyhan

L’oléoduc Bakou-Tbilissi-Ceyhan (parfois abrégé en oléoduc BTC), ouvert en 2005, transporte sur 1 776 km le pétrole brut du champ pétrolifère d'Azeri-Chirag-Guneshli sur la mer Caspienne jusqu'à la mer Méditerranée. Sa longueur totale est de 440 km en Azerbaïdjan, de 260 km en Géorgie et enfin de 1 076 kilomètres en Turquie. Il dispose de huit stations de pompage sur son parcours. L'oléoduc tire son nom de la traversée de Bakou, capitale de l’Azerbaïdjan ; de Tbilissi, capitale de la Géorgie ; et de Ceyhan, port du sud-est de la côte méditerranéenne turque. Avec sa longueur de 1 776 km, c'est le deuxième plus long oléoduc du monde après l'oléoduc Droujba qui relie la Russie à l'Europe centrale. Il est parallèle au gazoduc Bakou-Tbilissi-Erzurum. Le premier pétrole au départ de Bakou a commencé à être pompé le 10 mai 2006 pour atteindre Ceyhan le 28 mai 2006.

## Construction
La construction de l'oléoduc BTC a été un des plus importants projets de génie civil de la décennie, et certainement un des plus importants jamais conduits dans la partie orientale de l'Asie depuis la chute de l'Union soviétique. L'assemblage de 150 000 sections de tube de 12 m de long (correspondant à un poids de 594 000 tonnes) a permis sa construction.
La maîtrise d'ouvrage est partagée par un consortium de compagnies du secteur de l'énergie emmené par BP (anciennement British Petroleum), qui détient 30,1 % de participation et le rôle d'opérateur. Les autres membres du consortium sont :
- State Oil Company of Azerbaijan Republic (SOCAR) (Azerbaïdjan) : 25,00 % ;
- Unocal (États-Unis) : 8,90 % ;
- Equinor (Norvège) : 8,71 % ;
- Türkiye Petrolleri Anonim Ortaklığı (TPAO) (Turquie) : 6,53 % ;
- Eni/Agip (Italie) : 5,00 % ;
- Total (France) : 5,00 % ;
- Itochu (Japon) : 3,40 % ;
- Inpex (Japon) : 2,50 % ;
- ConocoPhillips (États-Unis) : 2,50 % ;
- Amerada Hess (États-Unis) : 2,36 %.

La construction a commencé en septembre 2002.

## Première livraison de pétrole à Ceyhan
Le 10 mai 2006, du pétrole fut injecté, côté Bakou, dans l'oléoduc. Après un parcours de 1 770 km, il parvint à Ceyhan le 28 mai 2006. Les toutes premières gouttes de pétrole furent transbordées du terminal maritime de Haydar Aliyev sur la côte méditerranéenne au British Hawthorn. Ce pétrolier a pris le large le 4 juin 2006, selon BP. Emportant 600 000 barils de brut, il marque le début des exportations de pétrole d'Azerbaïdjan vers les marchés mondiaux par l'oléoduc BTC, en contournement des détroits turcs.

## Apport de l'oléoduc
Le projet a été bien accueilli par la Géorgie. Non seulement l'oléoduc BTC profitera à l'économie géorgienne mais il renforcera l'indépendance de la Géorgie vis-à-vis de l'influence russe. La Russie a pris ombrage de la situation et a même été accusée d'avoir planifié le sabotage de l'oléoduc.

## Extensions à d'autres gisements
Les extensions suivantes sont à l'étude :
- South Caucasus Pipeline – SCP (ou Shah Deniz Pipeline), un gazoduc pour le gaz naturel reliant Bakou, Tbilissi et Erzurum à des gazoducs existants vers le marché mondial, opérationnel en 2006.
- Trans-Caspian Oil Pipeline ou (Aktau-Bakou Oil pipeline) sous la mer Caspienne, reliant le Kazakhstan à l'Azerbaïdjan pour rejoindre le marché mondial. Cet oléoduc en est au stade de préfaisabilité.
- Trans-Caspian Gas Pipeline (Aktau-Bakou Natural Gas pipeline) sous la mer Caspienne, reliant le Kazakhstan à l'Azerbaïdjan pour rejoindre le marché mondial. Cet oléoduc en est au stade de préfaisabilité.
- Türkmenbaşy-gazoduc sous-marin de Bakou qui relie le Turkménistan à l'Azerbaïdjan et à l'oléoduc BTC/BTE pour rejoindre le marché mondial — en discussion seulement ; le conflit toujours non résolu au sujet des frontières maritimes des eaux territoriales de la mer Caspienne bloquant le processus. Il existe un autre tracé possible par la terre au TCGP.

## Controverses

### Environnement
Plusieurs problèmes écologiques sont apparus concernant l'oléoduc BTC. Un côté est positif, c'est qu'il permettra de supprimer le transit annuel de 350 pétroliers à travers les détroits du Bosphore et des Dardanelles, déjà largement encombrés.
L'oléoduc traverse le parc national Borjomi, une zone contenant de l'eau minérale gazeuse et quelques-unes des beautés naturelles de Géorgie, ce qui a été durant de longues années un sujet de controverse pour les militants proenvironnement. Dès lors, l'oléoduc a été enterré sur toute sa longueur mais sa construction a laissé une large cicatrice à travers le paysage. La campagne des activistes contre le Bakou-Ceyhan a mis en garde l'opinion publique sur le fait que « l'argent public ne devait pas être utilisé pour subventionner des problèmes sociaux et environnementaux, dans le pur et simple intérêt du secteur privé, mais devait être conditionné à une contribution positive au développement économique et social pour les habitants de cette région ». Ces organisations ont été rejointes par le Kurdish Human Rights Project qui refuse que l'oléoduc passe à travers des zones kurdes. Les habitants de la région de Borjomi ont enfin également été mécontents car l'exportation de l'eau minérale issue du parc, importante pour l'économie locale, est mise en jeu. Toute fuite d'hydrocarbures dans cette région aurait en effet un effet catastrophique sur la viabilité de l'industrie d'embouteillage locale.
Les critiques sur cet oléoduc ont également montré que la région qu'il traverse est hautement sismique, souffrant fréquemment de tremblements de terre. Le tracé emprunte trois failles actives en Azerbaïdjan, quatre en Géorgie et sept en Turquie. Les ingénieurs du projet ont dû donc équiper l'oléoduc avec de nombreuses solutions techniques afin de réduire sa vulnérabilité face aux déplacements de la croûte terrestre. Notons que l'oléoduc BTC emprunte sur pratiquement la moitié de son tracé la même route que l'oléoduc de Bakou au port de Soupsa (Géorgie) de 833 km en fonction depuis 1999 avec un niveau exemplaire de sécurité. Alors que certains problèmes environnementaux sont inévitables, les réalisateurs du projet mettent en avant le fait que les bénéfices issus du projet contrebalancent ces inquiétudes et que les solutions technologiques coûteuses mises en place permettront de régler la majorité des problèmes posés.

### Droits de l'homme
Les activistes des Droits de l'homme critiquent les gouvernements occidentaux qui soutiennent la politique de développement des oléoducs dans le Caucase, nonobstant les attaques multiples contre les populations et plus généralement contre les droits de l'homme du régime du président Aliyev. Le film documentaire tchèque Zdroj (La Source) montre les nombreuses atteintes aux droits des Azéris, notamment lors des expropriations sur le tracé des oléoducs. Il montre également comment toute critique du gouvernement mène à des arrestations.

### Anecdote
Le film Le monde ne suffit pas (The World Is Not Enough, 1999) montre James Bond (Pierce Brosnan) aux côtés d'Elektra King (Sophie Marceau) supervisant la construction d'un oléoduc, qui doit relier la mer Caspienne à la Turquie en traversant le Caucase.

#### Réaction russe
- Russian pipeline politics, excerpt from Robert O. Freedman, Russian-Iranian politics in the 1990s
- Moscow Negative About Baku-Ceyhan Pipeline, Pravda, 13 janvier 2004
- Russia accused of plot to sabotage Georgian oil pipeline, The Guardian, 1er décembre 2003

#### Autres informations et articles
- Striking a Balance:Intergovernmental and Host Government Agreements in the Context of the Baku-Tbilisi-Ceyhand Pipeline Project, Banque européenne pour la reconstruction et le développement
- Caspian pipeline dream becomes reality, BBC News, 17 septembre 2002
- Interview: International Opposition to Baku-Ceyhan Pipeline Continues, The Armenian Weekly, mars 2003
- Revolutions in the Pipeline, Kommersant, 25 mai 2005
- Baku – Ceyhan Pipeline: Another West-East Fault Line, Bharat Rakshak, 31 mai, 2005
- Casualties of the oil stampede, Michael Meacher, The Guardian, 15 juin 2005
- Startup of the Baku-Tbilisi-Ceyhan Pipeline: Turkey's Energy Role, The Journal of Turkish Weekly, 27 mai 2006
- Dream Realized: Caspian Oil in Ceyhan, Zaman Online, 28 mai 2006
- Turkey: First Caspian oil supplied through Baku-Ceyhan pipeline, Reporter.gr, 29 mai 2006
- Baku-Tblisi-Ceyhan pipeline opens for business, Turkish Daily News, 30 mai 2006
- Oil Through B.T.C. Pipeline Reaches Ceyhan Terminal, TurkishPress.com, 30 mai 2006
- The Geopolitics of Baku-Tbilisi-Ceyhan, Stratfor, 1er juin 2006
- Turkey loads first oil from Caspian pipeline onto tanker", Turkish Daily News, 3 juin 2006
- The War on Lebanon and the Battle for Oil, EnergyBulletin.net, 26 juillet 2006